# Thaulow Goberg
Thaulow Goberg (Skien, 3 maggio 1897 – 17 novembre 1962) è stato un allenatore di calcio e calciatore norvegese, di ruolo difensore.

## Carriera

### Giocatore

#### Club
Goberg vestì la maglia dell'Odd. Con questa squadra, vinse cinque edizioni della Norgesmesterskapet: 1919, 1922, 1924, 1926 e 1931.

#### Nazionale
Disputò 25 partite per la Norvegia. Esordì il 16 settembre 1923, in occasione della sconfitta per 2-3 contro la Svezia. Il 27 settembre 1931, giocò la sua 25ª e ultima partita in Nazionale, che coincise con una vittoria per 2-1 contro la Svezia. Ricevette così il Gullklokka.

### Allenatore
Nel 1930, fu allenatore del Molde.

## Palmarès

### Giocatore

#### Club

##### Competizioni nazionali
- Coppa di Norvegia: 5

Odd: 1919, 1922, 1924, 1926, 1931

#### Individuale
- Gullklokka

1931